# Baltasar Hidalgo de Quintana y Trigueros
Baltasar Hidalgo de Quintana y Trigueros (Marchena, 21 de setembre de 1833-Madrid, 4 de febrer de 1903) va ser un militar espanyol que va aconseguir celebritat per la qüestió famosa dels artillers, que va ocasionar o va ser causa determinant de la caiguda del rei Amadeu I de Savoia.

## Inicis
Va néixer a Marchena (Sevilla) el 21 de setembre de 1833. El seu pare va ser el capità de Cavalleria Agustín Hidalgo de Quintana y Moreno i la seva mare Josefa Trigueros de Rivera. Va fer estudis acadèmics al col·legi de San Felipe Neri (Cadis)) i va ingressar el 17 de març de 1848 com a cadet en el Col·legi d'Artilleria. En 1859 va formar part de l'exèrcit d'Àfrica i va obtenir la Creu de Sant Ferran de 1a classe, aconseguint el grau de capità d'artilleria el 7 d'agost de 1861. El gener de 1866 passa a la Plana Major del districte de Castella la Nova fins al 15 de febrer, d'on passa al 6è regiment d'Artilleria a peu fins al 22 de juny.

## Revolta de la caserna de San Gilde Madrid el 22 de juny de 1866
Els progressistes Joaquín Aguirre i Manuel Becerra acudeixen a reunir-se a París amb el general Prim, que dirigeix els preparatius revolucionaris i ho vol tot disposat per a maig. Aguirre ofereix els serveis del seu parent Baltasar Hidalgo de Quintana, que es presenta a la junta de 3 de gener de 1866. El 22 de juny el capità d'artilleria Hidalgo secunda Blas Pierrad Alcedar en la direcció dels revoltats de la caserna prometent ascensos i llicències absolutes. Resulten morts dins de la caserna els següents caps i oficials: el coronel Federico Puig Romero, els comandants Joaquín Valcárcel y Velasco i Joaquín Cadaval y Calderón; el capità Ricardo Torreblanca yRodríguez i el tinent Juan Martorell y Fivaller. I fora de la caserna: el coronel José Balanzat y Baranda, el comandant Emilio Escario y Fernández de Navarrete i el capità José Fontes y Fernández de Córdova.

## Carta de justificació
Després del fracàs del 22 de juny de 1866, Hidalgo aconsegueix escapar i emigra igual que altres conspiradors. El 28 d'octubre de 1867 Hidalgo signa una carta que posa a circular a París i està dirigida als seus antics companys d'artilleria, que no li perdonen el que consideren traïció als seus companys en la caserna de San Gil el 22 de juny de 1866. Hidalgo intenta respondre amb la seva carta a les exposicions dirigides a la reina Isabel II pel cos d'artilleria, especialment la dels artillers de València publicada a La Gaceta el 12 d'octubre. Dels oficials d'artilleria que van perdre la vida en la caserna de San Gil, Hidalgo cita en les seves cartes les morts del capità Torreblanca, comandant Cadaval, comandant Valcárcel i coronel Puig. Omet no obstant això la del tinent Martorell, a qui aquest dia li corresponia estar de guàrdia a la cambra de banderes.
Poc després de circulada la carta d'Hidalgo, el conspirador Eugenio García Ruiz, emigrat a París també, publica La revolución en EspañaPer aquest motiu Hidalgo li adreça una carta personal queixant-se per descriure els fets de manera inexacta. L'únic oficial que cita Hidalgo en la seva queixa a García Ruiz és el coronel Puig, en el que ha fet èmfasi en la seva versió García Ruiz enaltint-lo i acoblant les circumstàncies del seu assassinat a la versió oficialment divulgada, en un altre escenari i circumstàncies que difereixen bastant al descrit per Hidalgo en la seva carta de justificació.

## Retorn a Espanya després de larevolució de 1868
En el nou sistema sorgit després de La Gloriosa, Hidalgo és ascendit a coronel i nomenat ajudant de camp del general Prim, ministre de la guerra, però no el reconeix per al seu nomenament de coronel l'antiguitat dels successos del 22 de juny de 1866, com pretén, sinó de la revolució de 1868. Al febrer de 1869 Hidalgo marxa cap a Cuba i és ascendit a brigadier per mèrits de guerra, obtenint la Gran Creu del Mèrit Militar en 1870. Torna a la península al setembre. El 22 de desembre és destinat a manar la Brigada Volant de l'Exèrcit de Castella la Nova. Al febrer de 1872 és nomenat comandant general de Guipúscoa i governador militar de Sant Sebastià. Cessa en aquest càrrec el 13 de maig i passa a Madrid en ser nomenat cap de la 1ª brigada de la 2ª divisió de l'exèrcit, canviant novament el 25 de juny que és destinat en comissió a l'exèrcit de Catalunya, fins que és ferit en l'acció de Vidrà i torna a Madrid el 23 d'agost en la seva destinació anterior. És promogut a mariscal de camp per les seves accions contra els carlistes i a petició pròpia el 7 d'octubre passa a la cort en situació de caserna.

## Conflicte artiller de 1872
Durant el regnat d'Amadeu I, Manuel Ruiz Zorrilla ocupa la presidència del govern al juny i nomena ministre de guerra al general Fernando Fernández de Córdova Valcárcel, que el 8 de novembre atorga a Hidalgo el nomenament de capità general de les Províncies Basques i Navarra. Aquest càrrec li confereix autoritat sobre els artillers, que des dels successos del 22 de juny de 1866 no havien tingut relació de comandaments amb ell. En premsa del 16 de novembre de 1872 es publica que el consell de ministres reunit el dia anterior va acordar deixar en el seu lloc a Baltasar Hidalgo de Quintana, la qual cosa implica la immediata reacció de peticions de retir i reemplaçament dels caps i oficials d'artilleria, així com la dimissió del director general de l'arma. El mateix 16 de novembre es publica en El Correo Militar un document signat pel cos d'artilleria al complet recollit en la premsa del 18 de novembre de 1872 que culpa a Hidalgo de la matança en la caserna de San Gil el 22 de juny de 1866. Es publica en premsa el mateix dia la carta de justificació de 1867 signada per Hidalgo. Hidalgo dimiteix del seu càrrec el 28 de desembre i el 24 de gener de 1873 és proposat per a capità general de Catalunya. El 7 de febrer ja han sol·licitat llicència absoluta o retir gairebé la totalitat dels oficials. Es busca enginyers industrials per substituir-los. Ni els oficials accepten els ascensos promesos pel govern per tornar als seus llocs ni els sergents posar-se al comandament de les peces. El rei Amadeu està en contra de signar el decret de dissolució del cos d'artilleria proposat pel govern, però finalment es veu obligat i a continuació renuncia a la corona.

## República
Ja dissolt el cos d'artilleria, a Hidalgo se li confereixen alts càrrecs però dura poc en cadascun d'aquests. El 6 de març és nomenat governador militar de Tarragona fins al 27, que se'l nomena capità general de Canàries, del que dimiteix el 4 d'abril, passant a situació de caserna fins a 30 de juny que és tornat a nomenar capità general fins que per decret de 3 de setembre passa a situació de caserna a Madrid. En arribar a la presidència Emilio Castelar (7 de setembre), es reorganitza el cos d'artilleria, que torna a la seva situació prèvia al conflicte.

## Cop d'estat del general Pavía
El 3 de gener de 1874 es dona fi a la república amb el cop d'estat del general Pavía, que havia estat company de pis d'Hidalgo en l'emigració. En aquest nou govern és president el general Serrano, que nomena ministre de governació Eugenio García Ruiz, conspirador amb qui s'havia enemistat Hidalgo en 1867 per contradir-li en la descripció de les circumstàncies de l'assassinat del coronel Puig, cap al qual mostra Hidalgo especial malvolença en la seva carta de justificació. A Hidalgo se li ordena el 15 de gener traslladar-se a Santa Cruz de Tenerife i el 21 de juny s'accepta la seva sol·licitud de traslladar-se a la cort fins a cap d'any.

## Regnat d'Alfons XII
Alfons XII és proclamat rei a Sagunt el 29 de desembre de 1874. El 5 de febrer de 1875 mana sortir d'Espanya Manuel Ruiz Zorrilla, qui va defensar Hidalgo en el conflicte artiller de 1872 llegint davant el congrés la seva carta de justificació i prenent-la per certa sense tenir en compte la del cos d'artilleria. Hidalgo comença la seva pitjor època, que es perllonga fins a la fi del regnat d'Alfons XII. El 29 de maig de 1875 es disposa que sigui pres immediatament per ser traslladat a Cadis i embarcat en el primer buc que del port surti cap a les illes Filipines, encara que aquesta ordre és modificada i el 30 de maig ingressa a la presó de Santa Catalina (Cadis) fins al seu trasllat a Maó, on roman pres i incomunicat. El 7 de juliol escriu una carta de protesta dirigida al capità general del districte emetent greus acusacions.
El 5 d'agost de 1876 Alfons XII signa la sentència d'Hidalgo de sis mesos de desterrament a Eivissa. El 17 d'agost en escrit particular del consell de ministres es decideix el seu desterrament a l'estranger i la reacció d'Hidalgo és de protesta. El 24 d'agost el capità general de Balears comunica els "gravíssims càrrecs" que fa en la seva protesta, la qual cosa motiva un nou sumari. Hidalgo es converteix en assumpte d'estat per Alfons XII, com demostra la correspondència entre el consell de ministres i el ministeri de la guerra sobre aquest assumpte. L'1 de desembre es condemna a Hidalgo a un mes d'arrest al castell d'Eivissa, d'on surt en llibertat el 27 de desembre de 1876, encara que ha de prosseguir el seu desterrament a Eivissa. Al març de 1877 se li permet passar a la cort en situació de caserna. Per reial ordre de 3 d'abril de 1877 es disposa que li reintegrin els descomptes de sou soferts entre 4 de desembre de 1875 i 4 de març de 1876. La seva estada a la cort és breu perquè el 22 d'abril de 1877 es dona reial ordre perquè es traslladi a Portugal, on roman fins a 11 d'octubre, quan se li autoritza a tornar, en situació de caserna. Esgotada la via legal, Alfons XII insta Hidalgo a sol·licitar permisos per retirar-se a destinacions apartades. Aquests desterraments sota forma de llicències consten en l'expedient d'Hidalgo però no venen descrits en el seu full de servei.

## Regència de María Cristina i començament del regnat d'Alfonso XIII
Després de la mort d'Alfons XII el 25 de novembre de 1885, la seva vídua Maria Cristina és nomenada regent i cessa la duresa amb que va ser tractat Hidalgo mentre va viure Alfons XII. L'11 de juliol de 1886 se li concedeix la Gran Creu del mèrit militar. El 12 de gener de 1887 és nomenat vocal del Consell de Redempcions i Reclutaments Militars del que cessa per decret de 22 de juliol. El 16 de febrer se'l nomena conseller del Suprem Consell de Guerra i Marina. El 13 de gener de 1889 se l'encarrega del despatx de la Direcció general del Cos Jurídic Militar fins al 23 de gener que és promogut a tinent general. El 30 de gener és nomenat conseller del Consell Suprem de Guerra i Marina i el 17 d'abril s'encarrega de la Inspecció General del Cos Jurídic Militar. El 20 de gener de 1893 és nomenat Director General de Carrabiners, càrrec que ocupa fins al 16 de març de 1899, quan se li autoritza a residir a Madrid en situació de caserna. El 10 d'abril és nomenat conseller del Consell Suprem de Guerra i Marina, càrrec que ostenta fins a la seva mort.
Va morir a Madrid el 4 de febrer de 1903.